# Per-Olav Wiken
Per Olav Wiken, né le 23 mars 1937 à Oslo (Norvège) et mort le 14 janvier 2011 à Manilva (Espagne), est un skipper norvégien. 
Il remporte la médaille d'argent aux Jeux olympiques d'été de 1968 en classe Star avec Peder Lunde, Jr..